# Camí de la Font (Castellcir)
El Camí de la Font és una pista forestal del terme municipal de Castellcir, a la comarca del Moianès.

El Camí de la Font, respecte del terme de Castellcir

El camí arrenca de la cruïlla dels carrers del Sot de les Moles i d'Esteve Torrentó, cap al sud-oest, i en uns 150 metres mena a la Font del Poble.
Aquest camí és, alhora, el primer tram del Camí de la Vall.

## Etimologia
Com en el cas de la major part de camins, el nom que els designa és clarament descriptiu. És el camí, de curt recorregut, que uneix el poble de Castellcir amb la Font del Poble.